# Cindy Sherman
Cindy Sherman (Glen Ridge, 19 de janeiro de 1954) é uma fotógrafa e diretora de cinema norte-americana, mais conhecida por seus autorretratos conceituais, que, segundo alguns, redefiniu a autorretratística. A artista norte-americana Cindy Sherman representa muito bem a arte pós-moderna. O pós-modernismo foi uma reação ao modernismo e aconteceu a partir dos anos 1960, com o advento da arte conceitual. Os retratos fotográficos conceituais de Cindy Sherman dialogam com a estética do cinema, da moda, das artes, da performance e do cotidiano. Ela atualmente reside e trabalha em Nova Iorque. Nenhum fotógrafo produziu uma negociação tão complexa entre espectador e tema, atitudes societais em relação ao gênero e questões de identidade por meio de autorretratos como Cindy.  Através de um número diversos de trabalhos,  Sherman levantou questões importantes e desafiadoras sobre o papel e a representação das mulheres na sociedade, a mídia e a natureza da criação de arte.

## Biografia
Cindy Sherman nasceu em 19 de janeiro de 1954 em Glen Ridge (New Jersey). Logo após o seu nascimento, sua família se mudou para a cidade de Huntington (Nova Iorque), Long Island.
Sherman interessou-se pelas artes visuais no Buffalo State College, onde ela começou a pintar e a estudar pintura. Onde se tornou conhecida por sair à rua vestida como Lucille Ball, como forma de escape para os seus momentos de depressão A maioria das suas pinturas eram auto-retratos e reproduções de fotografias que retirava de revistas. É através da sua professora de fotografia que Sherman entra em contato pela primeira vez com a arte conceitual, que viria a marcá-la profundamente.  Frustrada com as suas limitações, ela abandonou a forma e tornou à fotografia.  "Não havia mais nada a dizer - sobre a pintura, ela relembrou mais tarde. "Eu estava meticulosamente copiando a arte de outros e então eu me dei conta que eu poderia somente usar uma câmera e colocar em prática uma ideia instantânea." Ela passou o resto dos seus anos de faculdade focada na fotografia.
Começa a fotografar em 1977, produzindo uma série de imagens a preto e branco intituladas "Untitled Film Still". Tentando fugir à estética da fotografia tradicional, o seu trabalho é comparável ao de alguns artistas famosos como Barbara Kruger, Richard Prince e Jenny Holze.
Cindy Sherman fotografava-se incorporando vários estereótipos femininos, inspirada por filmes da série B dos anos 50. Foi nesta época que começou a fotografar a cores, produzindo imagens de grande dimensão concentrando-se na iluminação e na expressão facial.
Ao longo dos anos, o seu estilo sofre alterações. Em meados dos anos 80, o seu trabalho era composto por auto-retratos em cenários cuidadosamente preparados. Apesar de ela mesma fazer as fotografias, não podemos considerar que as fotos sejam autorretratos (ou selfies), já que Sherman cria personas, sendo assim, não está fotografando a si mesma nessas ocasiões. Nas fotos, a artista anula sua identidade, deixando aberto o espaço da subjetividade e da fruição em primeiro plano. Suas fotos ocultam a realidade ao invés de revelá-la. Eram fotografias onde tentava criar diferentes identidades, recorrendo a diversas máscaras, roupas e até partes de corpos de manequins. Mais tarde, os seus trabalhos começaram a assumir características violentas e mórbidas, inspirados em filmes de terror. A destruição e a decomposição passam a ser a sua imagem de marca.
Cindy cria narrativas partindo de seu próprio corpo como modelo, fazendo relações visuais, comportamentais e sociais interessantíssimas que nos direcionam para reflexões acerca dos papéis desempenhados (ou rotulados?) pelas mulheres na sociedade contemporânea. Em uma série de sessenta e nove fotografias inspiradas no cinema europeu, por exemplo, a artista criou imagens que sugerem cenas cinematográficas que estereotipam a figura da mulher em uma sequência de identidades forjadas. Suas fotografias confundem o espectador que se pergunta se são cenas de filmes realmente, se são montagens, se são das épocas sugeridas pelas suas visualidades, se são reais ou fictícias.
Ao longo dos anos 80 e 90, trabalhou em campanhas publicitárias para designers de moda como Jean Paul Gaultier e Rei Kawakubo da Comme des Garçons, o que lhe permitiu dar a conhecer o seu trabalho internacionalmente.
Os trabalhos de Cindy Sherman encontram-se em exibição em vários museus de todo o Mundo e recentemente foi lhe atribuída uma bolsa pela MacArthur Foundation. O seu primeiro filme, "Office Killer", data de 1997.
Referencia: Porto Editora – Cindy Sherman na Infopédia [em linha]. Porto: Porto Editora. [consult. 2021-09-14 02:50:41]. Disponível em https://www.infopedia.pt/$cindy-sherman
OBRAS:
PRIMEIRAS OBRAS, 1975-1977
A maioria dessas obras foi criada enquanto Sherman era estudante de arte na State University College, em Buffalo, entre 1972-1976. No início, seu fascínio em transformar sua própria aparência se focava principalmente em seu rosto. Em Sem título #479, o processo de mudança é explicitado em uma sucessão de 23 imagens que traçam a manipulação progressiva de seus próprios recursos. Em Sem título A–E, sua preocupação é menos com a alteração do que criar imagens de alter egos totalmente formados, um desenvolvimento importante que caracteriza seu trabalho posterior.
Posteriormente, o foco de Sherman mudou para todo o corpo dela. Seu desenho animado Roupas de Boneca a mostra como uma boneca recortada ganha vida; em Prostituta Infeliz, ela faz o papel de uma prostituta esperando por um cliente.
Em Mistério do Assassinato ela criou uma peça fictícia na qual representou todos os personagens. Line-up foi feita depois que Sherman se formou e pouco antes de deixar Buffalo para Nova York. Originalmente composta por 35 personagens usando maquiagem, máscaras, perucas e fantasias, a série confirmou o caráter camaleônico da arte de Sherman.
COVER GIRLS, 1976
Cover Girl (Vogue), 1975/2011.
A série Cover Girls foi concluída logo depois que Sherman se formou na escola de arte e enquanto ela ainda morava em Buffalo. As fotografias foram originalmente exibidas em novembro de 1976, quando foram mostradas no interior do convés superior de um ônibus.
A série compreende cinco trabalhos separados, cada um composto por três “capas” de revistas femininas, a saber: Cosmopolitan, Vogue, Family Circle, Redbook e Mademoiselle. Em cada grupo de três, a primeira imagem é uma capa original com o rosto de uma modelo; o segundo mostra Sherman, cujas feições foram transformadas pela maquiagem para se assemelhar à modelo original; na terceira capa, Sherman mantém a representação, mas adota uma “cara pateta”, que zomba da aparência do original.
Cover Girls é uma manifestação inicial da apropriação de imagens de Sherman derivada da mídia de massa, neste caso, revistas. Ao replicar uma imagem preexistente, o trabalho dela cita o estilo do original; na capa da Vogue, por exemplo, Sherman chama a atenção para a maquiagem de Jerry Hall, que ela copia exatamente igual. No entanto, parodiando a expressão de Hall, Sherman enfatiza a natureza artificial da imagem original, que procura transmitir uma impressão de sofisticação e glamour.
STILLS DE FILMES SEM TÍTULO, 1977-1980
herman começou a série Untitled Film Stills logo depois que ela se mudou para Nova York, no verão de 1977. Seu fascínio em mudar sua própria aparência para criar personas fictícias foi agora combinado com a criação de imagens em que há uma narrativa implícita, mas não especificada. As fotografias resultantes se assemelham a tomadas feitas em sets de filmagem como propagandas de recursos cinematográficos.
Imitando o estilo de stills de filmes, Sherman aparece como uma sucessão de personagens em situações dramáticas que sugerem histórias. Deliberadamente ambíguas, as fotografias envolvem o espectador convidando a interpretação individual.
Sherman começou a série se fotografando em seu espaço e estúdio, usando adereços básicos. Mais tarde, ela se fotografou em vários locais ao ar livre, a fim de criar uma ampla gama de personagens e contextos. Sherman usou modas pertencentes às décadas de 1940 a 1960, estilos ligados ao seu interesse pelo cinema europeu, filmes americanos de baixo orçamento das décadas de 1940 e 1950, bem como filmes de Alfred Hitchcock. Buscando um visual “neutro”, seu objetivo era criar imagens “quase inexpressivas” em locais não identificáveis, cujo significado está aberto à especulação.
FASHION, 1983-1984
A série de fotografias de moda que Sherman fez de 1983 a 1984 atinge uma nota mais dura em suas críticas à cultura contemporânea. Em 1983, ela foi contratada pelo dono de butique de Nova York, Dianne Benson, para produzir fotografias para anúncios com roupas de Jean-Paul Gaultier e Comme des Garçons. Sherman respondeu criando imagens que parodiam a fotografia de moda. Enquanto seus personagens inventados vestem roupas elegantes de grife, eles parecem neuróticos e absurdos.
Em uma demonstração incomum de desprezo, Sherman explicou: “Eu estou enojada com a forma como as pessoas ficam bonitas… Eu estava tentando ‘tirar sarro’ da moda”.
Como essa observação sugere, o alvo de Sherman era a ideia de que roupas da moda podem transmitir elegância, glamour e sofisticação. Suas imagens expõem essa noção como ilusória e sugerem que a moda transmite apenas uma aparência. Em 1984 ela levou essa denúncia ainda mais. Encomendada pela companhia de moda francesa Dorothée Bis para fornecer fotografias para a revista Vogue Paris, ela criou imagens de personagens usando roupas de grife que deliberadamente parecem “realmente feias”.
Contradizendo o propósito de suas roupas, as mulheres parecem deprimidas e desgrenhadas. Como as comissões recentes demonstram, embora as imagens de Sherman insinuem que a moda produz um verniz, ela continuou a ser encomendada por seus fornecedores que, ao que parece, reconhecem a ilusão.
RETRATOS HISTÓRICOS, 1988-1990
No final da década de 1980, a exploração de Sherman dos estilos e convenções da cultura contemporânea parou. Durante um período de dois anos, que incluiu alguns meses vivendo em Roma, ela voltou sua atenção para a linguagem visual da pintura Velho Mestre.
Empregando uma gama extravagante de próteses (incluindo narizes falsos, seios e gorros) em combinação com maquiagem, perucas e fantasias, ela fez mais de 30 retratos de mulheres e, incomumente, um grande número de homens. Seus temas incluíam aristocratas, mulheres de lazer e até Madonna e a criança em composições que explicitamente lembram estilos de retratos pertencentes a vários períodos, desde o Renascimento até o século XIX.
Em Sem título #204, assemelha-se muito ao célebre retrato de Madre Moitessier, de 1856, de Ingres.
O artifício inerente à prática de Sherman agora é visível, não menos importante em seu uso de próteses deliberadamente pouco convincentes. Isso parodia o olhar do retrato histórico e também levanta questões sobre a presença da ilusão nas imagens das pessoas.
PALHAÇOS, 2003-2005
A partir de meados dos anos 1990, o envolvimento de Sherman com a transformação de sua própria aparência foi desenvolvido em várias séries que destacam a presença de máscaras.
O uso de maquiagem e figurino de Sherman para criar identidades falsas encontrou uma metáfora eficaz na série Palhaços, na qual o uso de máscaras pelos personagens é óbvio e tem um aspecto sinistro.
Cindy Sherman é uma das artistas mais influentes e importantes do nosso tempo. Embora seja sempre a própria artista que aparece em vários disfarces nas duzentas impressões fotográficas reunidas nesta retrospectiva no National Portrait Gallery, em Londres, seu projeto das últimas quatro décadas não é um exercício de autorretrato.
Dos seus primeiros retratos em preto e branco do final dos anos 1970; passando pelo grande avanço da série Stills de filmes Sem Título, anunciando-a como uma sensação do mundo da arte; à elaborada fachada dos Retratos da História; ou os recentes Flappers – têm sido um desafio à afirmação fundamental de que o retrato deve ser expressivo de qualquer tipo de verdade pessoal. As fotografias de Sherman escondem e mascaram em vez de revelar.
Eles geralmente se parecem com retratos, mas como personagens inventados, às vezes até com iterações de personagens e tipos, complicam até mesmo os pressupostos mais básicos de identidade e representação. No entanto, é precisamente essa qualidade opaca e as questões que o seu trabalho coloca em torno dos limites do retrato que os tornam uma proposta vital e emocionante.
PRIMEIRAS OBRAS, 1975-1977
A maioria dessas obras foi criada enquanto Sherman era estudante de arte na State University College, em Buffalo, entre 1972-1976. No início, seu fascínio em transformar sua própria aparência se focava principalmente em seu rosto. Em Sem título #479, o processo de mudança é explicitado em uma sucessão de 23 imagens que traçam a manipulação progressiva de seus próprios recursos. Em Sem título A–E, sua preocupação é menos com a alteração do que criar imagens de alter egos totalmente formados, um desenvolvimento importante que caracteriza seu trabalho posterior.
Posteriormente, o foco de Sherman mudou para todo o corpo dela. Seu desenho animado Roupas de Boneca a mostra como uma boneca recortada ganha vida; em Prostituta Infeliz, ela faz o papel de uma prostituta esperando por um cliente.
Em Mistério do Assassinato ela criou uma peça fictícia na qual representou todos os personagens. Line-up foi feita depois que Sherman se formou e pouco antes de deixar Buffalo para Nova York. Originalmente composta por 35 personagens usando maquiagem, máscaras, perucas e fantasias, a série confirmou o caráter camaleônico da arte de Sherman.
COVER GIRLS, 1976
Cover Girl (Vogue), 1975/2011.
A série Cover Girls foi concluída logo depois que Sherman se formou na escola de arte e enquanto ela ainda morava em Buffalo. As fotografias foram originalmente exibidas em novembro de 1976, quando foram mostradas no interior do convés superior de um ônibus.
A série compreende cinco trabalhos separados, cada um composto por três “capas” de revistas femininas, a saber: Cosmopolitan, Vogue, Family Circle, Redbook e Mademoiselle. Em cada grupo de três, a primeira imagem é uma capa original com o rosto de uma modelo; o segundo mostra Sherman, cujas feições foram transformadas pela maquiagem para se assemelhar à modelo original; na terceira capa, Sherman mantém a representação, mas adota uma “cara pateta”, que zomba da aparência do original.
Cover Girls é uma manifestação inicial da apropriação de imagens de Sherman derivada da mídia de massa, neste caso, revistas. Ao replicar uma imagem preexistente, o trabalho dela cita o estilo do original; na capa da Vogue, por exemplo, Sherman chama a atenção para a maquiagem de Jerry Hall, que ela copia exatamente igual. No entanto, parodiando a expressão de Hall, Sherman enfatiza a natureza artificial da imagem original, que procura transmitir uma impressão de sofisticação glamourosa.
STILLS DE FILMES SEM TÍTULO, 1977-1980
Stills de Filmes Sem Título # 21, 1978
Sherman começou a série Untitled Film Stills logo depois que ela se mudou para Nova York, no verão de 1977. Seu fascínio em mudar sua própria aparência para criar personas fictícias foi agora combinado com a criação de imagens em que há uma narrativa implícita, mas não especificada. As fotografias resultantes se assemelham a tomadas feitas em sets de filmagem como propagandas de recursos cinematográficos.
Imitando o estilo de stills de filmes, Sherman aparece como uma sucessão de personagens em situações dramáticas que sugerem histórias. Deliberadamente ambíguas, as fotografias envolvem o espectador convidando a interpretação individual.
Sherman começou a série se fotografando em seu espaço e estúdio, usando adereços básicos. Mais tarde, ela se fotografou em vários locais ao ar livre, a fim de criar uma ampla gama de personagens e contextos. Sherman usou modas pertencentes às décadas de 1940 a 1960, estilos ligados ao seu interesse pelo cinema europeu, filmes americanos de baixo orçamento das décadas de 1940 e 1950, bem como filmes de Alfred Hitchcock. Buscando um visual “neutro”, seu objetivo era criar imagens “quase inexpressivas” em locais não identificáveis, cujo significado está aberto à especulação.
FASHION, 1983-1984
Sem título #122, (Série Fashion), 1983. Cortesia da artista e Metro Pictures.
A série de fotografias de moda que Sherman fez de 1983 a 1984 atinge uma nota mais dura em suas críticas à cultura contemporânea. Em 1983, ela foi contratada pelo dono de butique de Nova York, Dianne Benson, para produzir fotografias para anúncios com roupas de Jean-Paul Gaultier e Comme des Garçons. Sherman respondeu criando imagens que parodiam a fotografia de moda. Enquanto seus personagens inventados vestem roupas elegantes de grife, eles parecem neuróticos e absurdos.
Em uma demonstração incomum de desprezo, Sherman explicou: “Eu estou enojada com a forma como as pessoas ficam bonitas… Eu estava tentando ‘tirar sarro’ da moda”.
Como essa observação sugere, o alvo de Sherman era a ideia de que roupas da moda podem transmitir elegância, glamour e sofisticação. Suas imagens expõem essa noção como ilusória e sugerem que a moda transmite apenas uma aparência. Em 1984 ela levou essa denúncia ainda mais. Encomendada pela companhia de moda francesa Dorothée Bis para fornecer fotografias para a revista Vogue Paris, ela criou imagens de personagens usando roupas de grife que deliberadamente parecem “realmente feias”.
Contradizendo o propósito de suas roupas, as mulheres parecem deprimidas e desgrenhadas. Como as comissões recentes demonstram, embora as imagens de Sherman insinuem que a moda produz um verniz, ela continuou a ser encomendada por seus fornecedores que, ao que parece, reconhecem a ilusão.
RETRATOS HISTÓRICOS, 1988-1990
Sem título #204, 1989.
No final da década de 1980, a exploração de Sherman dos estilos e convenções da cultura contemporânea parou. Durante um período de dois anos, que incluiu alguns meses vivendo em Roma, ela voltou sua atenção para a linguagem visual da pintura Velho Mestre.
Empregando uma gama extravagante de próteses (incluindo narizes falsos, seios e gorros) em combinação com maquiagem, perucas e fantasias, ela fez mais de 30 retratos de mulheres e, incomumente, um grande número de homens. Seus temas incluíam aristocratas, mulheres de lazer e até Madonna e a criança em composições que explicitamente lembram estilos de retratos pertencentes a vários períodos, desde o Renascimento até o século XIX.
Em Sem título #204, assemelha-se muito ao célebre retrato de Madre Moitessier, de 1856, de Ingres.
O artifício inerente à prática de Sherman agora é visível, não menos importante em seu uso de próteses deliberadamente pouco convincentes. Isso parodia o olhar do retrato histórico e também levanta questões sobre a presença da ilusão nas imagens das pessoas.
PALHAÇOS, 2003-2005
A partir de meados dos anos 1990, o envolvimento de Sherman com a transformação de sua própria aparência foi desenvolvido em várias séries que destacam a presença de máscaras.
O uso de maquiagem e figurino de Sherman para criar identidades falsas encontrou uma metáfora eficaz na série Palhaços, na qual o uso de máscaras pelos personagens é óbvio e tem um aspecto sinistro.
RETRATOS DA SOCIEDADE, 2008
Em Retratos da Sociedade, Sherman abordou questões de idade e status social. As mulheres maduras retratadas nesses imponentes retratos estão confrontando seus anos avançados e, como sugere seu disfarce em cada imagem, estão recorrendo a estratégias cosméticas para sustentar uma ilusão de juventude. Apesar da maquiagem e do recurso evidente à cirurgia, a dificuldade de manter um olhar que atenda às expectativas sociais tem um aspecto desesperado.
Diante dessa perspectiva desesperada, esses personagens parecem igualmente obcecados em sustentar uma ilusão alternativa, a de sofisticação, riqueza e equilíbrio.
Usando tecnologia digital, Sherman retrata as mulheres contra cenários elaborados que visam transmitir uma impressão de riqueza e refinamento.
Enquanto sua juventude e status elevado têm uma qualidade estratificada, há uma sugestão adicional de que, sob esses atributos de superfície, outras inseguranças se escondem. O comportamento arrogante das mulheres trai a autoabsorção, mas também a dúvida pessoal, de modo que sua aparência parece falsa. Nesses retratos, Sherman navega perto do vento, pois seu estilo evoca um escalão do mundo da coleta de arte. Embora penetrantes, eles ainda têm um aspecto compassivo ao confrontar uma questão que afeta a todos, incluindo a própria artista, que observou: “É especialmente assustador quando me vejo nessas mulheres mais velhas”.
FLAPPERS, 2016-2018
Em 2016, Sherman começou uma série de fotografias inspiradas no olhar de uma era distante. Adotando penteados, maquiagens e modas usadas pelas mulheres nos anos 1920, criou vários personagens diferentes, que descreveu como flappers. Esse termo se refere a uma geração de mulheres jovens que surgiram após a Primeira Guerra Mundial, cuja aparência e comportamento desrespeitaram as convenções.
Caracterizadas por maquiagem típica, penteados curvos e fumo em público, transmitiam uma impressão de sensualidade libertada que contrastava com as normas anteriores de feminilidade.
Nos EUA, o estilo flapper foi popularizado no cinema e as fotografias de Sherman sugerem atrizes pertencentes à era dos filmes mudos. No entanto, há outras camadas de ambiguidade. Os personagens são, evidentemente, mulheres mais velhas, talvez grandes damas de Hollywood tentando recuperar a aparência de jovens para fotos publicitárias.
Juntamente com essas estrelas desvanecidas, uma fotografia usa tecnologia digital para retratar Sherman em quatro diferentes papéis. Essas múltiplas personas sugerem irmãs, evocando a moda de 1920 para atos familiares na indústria do entretenimento.
O tema das atrizes é uma metáfora apropriada para a arte de Sherman, em que o artista aparece em uma sucessão de papéis fictícios.
Referencia: https://dasartes.com.br/materias/cindy-sherman/

### Prêmios (seleção)
- 1983: Bolsa Guggenheim para artes criativas, Estados Unidos e Canadá
- 1995: Bolsa MacArthur
- 2000: Prêmio Hasselblad[2]
- 2002: National Arts Awards[3]
- 2011: Glamour Award for the Superstar
- 2020: Prémio Wolf de Artes

## Recorde
No dia 18 de maio de 2011, um auto-retrato da fotógrafa, de 1981, foi vendido em um leilão pelo valor de US$ 3,89 milhões. A venda superou todas as expectativas e entrou para o mundo dos recordes, pelo segundo preço mais alto já pago por uma fotografia.